# Jardín japonés de Mónaco
El Jardín japonés de Mónaco (en francés: Jardin japonais de Monaco) es un parque municipal en la avenida Princesa Grace (Gracia), en el sector de Larvotto en el principado de Mónaco. Se encuentra junto al centro de convenciones Foro Grimaldi (Grimaldi Forum). El jardín tiene unas 7 hectáreas, y cuenta con una montaña estilizada, colinas, cascada, playa, arroyo, y un jardín Zen para meditation. Está abierto todos los días de 9 AM hasta el atardecer.
El jardín fue diseñado por Yasuo Beppu, el ganador de la exposición de la flor de Osaka de 1990, como una representación en miniatura de la filosofía sintoísta .

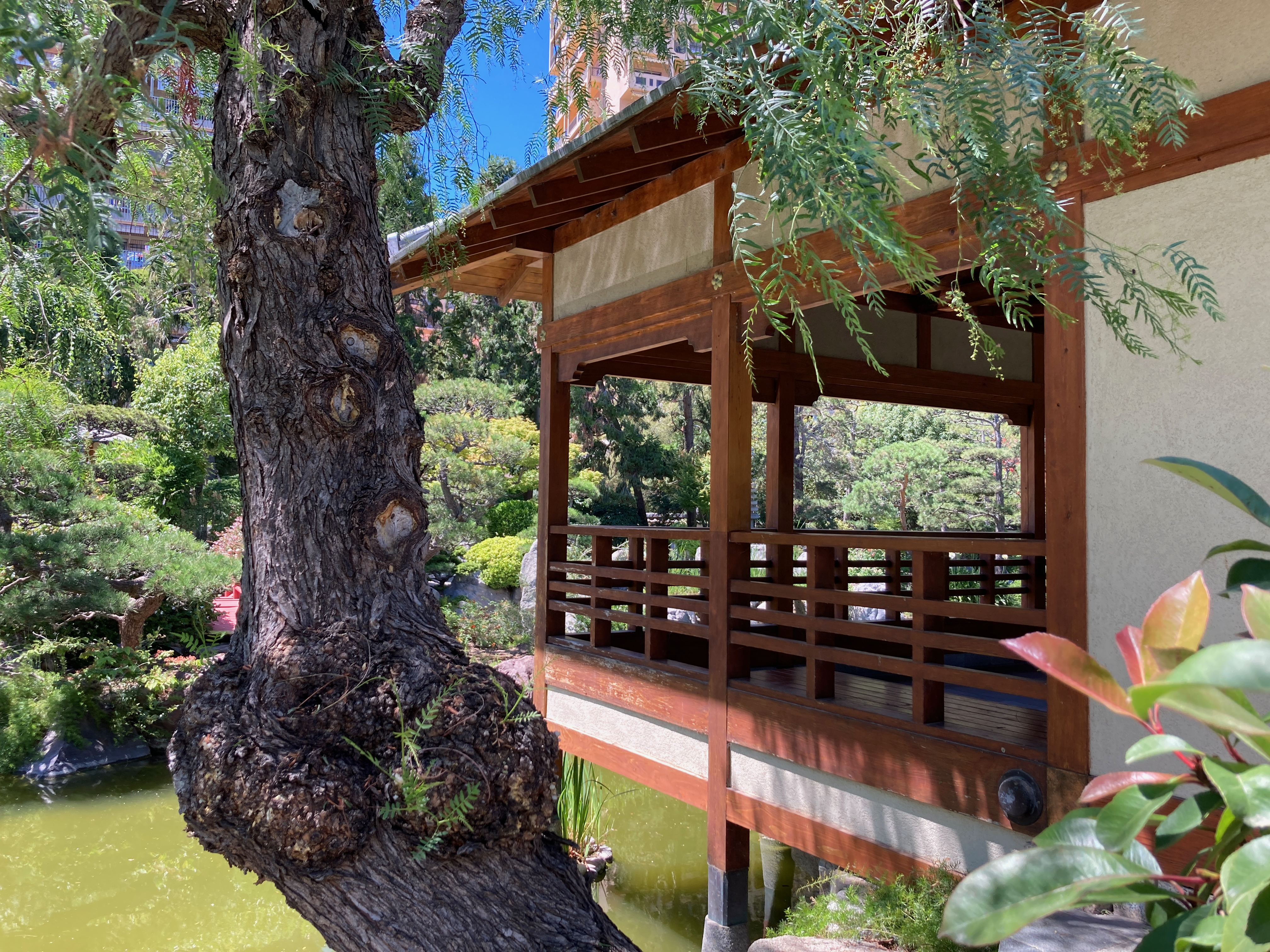
Jardín japonés de Mónaco